# Turma da Mônica
Turma da Mônica (« La bande à Mônica/Monica et sa Petite Bande ») est une série populaire de bande dessinée brésilienne créée par Mauricio de Sousa. Elle raconte les aventures d'un groupe d'enfants de six ans qui vivent dans le quartier de Bairro do Limoeiro, à São Paulo. Un spin-off intitulé Turma da Mônica Jovem (« La jeune Monica et sa Petite Bande »), dans lequel les personnages sont des adolescents de quinze ans, a été lancé au Brésil en août 2008.

## Création
Mauricio de Sousa, alors journaliste à Folha da Manhã, offre en 1959 à la rédaction du journal une bande dessinée sur un chien et son propriétaire, Bidu et Franjinha. Les années suivantes, d'autres personnages furent créés, parmi lesquels Cebolinha, Chico Bento, Cascão, Mônica, Magali et Pelé, entre autres.

## Personnages principaux
- Mônica : Une fille qui a un lapin en peluche bleu appelé Sansão et une robe rouge. Elle est toujours taquinée par les autres enfants car elle a de grandes dents et est un peu grosse. Elle est dotée d'une super force et est la « propriétaire » de la rue ; elle frappe les autres avec sa peluche quand ils la taquinent. Elle a un chien appelé Monicão.
- Cebolinha ou Petit Oignon (f ': Un garçon portant un t-shirt vert qui prononce des « L » à la place des « R ». Il aime taquiner Mônica. Il est presque chauve, a cinq cheveux sur la tête et imagine toujours des stratagèmes pour battre Monica et être le « propriétaire de la rue ». Il a un chien appelé Floquinho.
- Cascão : Meilleur ami de Cebolinha. Il est toujours très sale et sent mauvais. Il aime bien recycler les poubelles. Il a très peur de l'eau, que ce soit la pluie ou une douche. Il a un cochon appelé Chovinista.
- Magali : Meilleure amie de Mônica. Elle porte une robe jaune. Elle est très gourmande et est la petite amie de Quinzinho, apprenti boulanger. Elle a un chat appelé Mingau.

## Personnages secondaires
- Franjinha : Un garçon scientifique. Il fait toujours des expériences dans son laboratoire, mais elles ne fonctionnent pratiquement jamais. Il est secrètement amoureux de Marina.
- Titi : Est toujours en flirt avec une autre fille, mais il a une petite amie qui est toujours jalouse nommée Aninha.
- Jeremias : Un garçon à la peau foncée qui porte une casquette, pour masquer sa calvitie.
- Anjinho : Est un ange gardien. Il doit toujours descendre du ciel pour protéger les enfants contre certaines tragédies. Seuls les enfants peuvent le voir.
- Xaveco : Est connu comme « le personnage secondaire ». Ses parents sont divorcés.
- Aninha : Petite amie de Titi. Elle est toujours jalouse de voir son petit ami flirter avec d'autres filles.
- Maria Cascuda : Petite amie de Cascão. Elle est toujours sale pour faire plaisir à son petit ami.
- Marina : Une fille qui aime beaucoup peindre, elle a une peur bleue des chiens.
- Nimbus : Un garçon qui a peur des orages ; il est magicien.
- Do Contra : Frère aîné de Nimbus. Il fait toujours le contraire de ce que les autres font.
- Dorinha : Une jeune fille aveugle. Elle est guidée par son chien « Radar ».
- Luca : Un garçon en fauteuil roulant, surnommé « Da roda » (de la roue). Les filles craquent toutes pour lui.
- Zé Luiz : Un garçon à lunettes. Il est le plus âgé dans le gang et aussi le plus intelligent.
- Xabéu : Sœur de Xaveco. Une adolescente qui agit comme une gardienne d'enfants.
- Denise : Une jeune fille bavarde. Elle est l'amie de Carminha Frufru et aussi amie de Monica et Magali, elle est très moderne.
- Carminha Frufru : Une fille riche, snob et qui ruine les romans des autres.
- Quinzinho : Petit ami de Magali. Il est aussi le fils du boulanger et l'aide à la boulangerie.

## Les animaux de compagnie
- Bidu : Un chien bleu travaillant dans un studio où il est l'acteur principal. C'est le chien de Franjinha.
- Bugu : Un chien jaune et rond. Il veut toujours apparaître dans les BD de Bidu, mais ce dernier le chasse toujours à coups de pied.
- Manfredo : C'est l'assistant de Bidu, il est un peu maladroit.
- Monicão : C'est le chien de Mônica, il a les mêmes dents qu'elle. Il est toujours très mouvementé et c'est un chien assez turbulent.
- Floquinho : C'est le chien de Cebolinha. On ne sait jamais de quel côté est sa tête ou sa queue car c'est un chien très poilu et il est vert.
- Chovinista : Contrairement à son maître Cascão, il aime bien être propre. Mais il défend toujours son maître quand on veut le mouiller.
- Mingau : C'est le seul chat de la bande à part sa petite amie, Aveia. Il est blanc et est aussi assez gourmand. Il se croit le chat le plus beau du monde.
- Aveia : C'est une chatte sans maître. Elle est la petite amie de Mingau.
- Rufius : Il est connu pour être le chien le plus méchant de la rue de Limoeiro. Il ne supporte pas que l'on écrive mal son prénom.

## Série télévisée
Turma da Mônica est une série animée brésilienne créée par Maurício de Sousa, basée sur la série de bandes dessinées homonyme Avec des épisodes diffusés depuis 1976, il peut être considéré comme la plus longue production du segment dans le pays.
Ses Épisodes ont déjà été diffusés par plusieurs moyens d'exploitation, d'abord à la télévision, en passant par la vente de films Super 8, cinema, home video - sur VHS et DVD - et actuellement aussi sur des plateformes de streaming.
Historiquement, TV Globo est l'émission phase de la télévision brésilienne, de 1976 à 1987, de 1999 à 2001 et de 2010 à 2014. 2012 à 2015, 2017 à 2018. En 2021, la plateforme de streaming HBO Max rendra disponible simultanément la dernière saison de la série avec Réseau de dessin animé.